# Schlossparkturnier

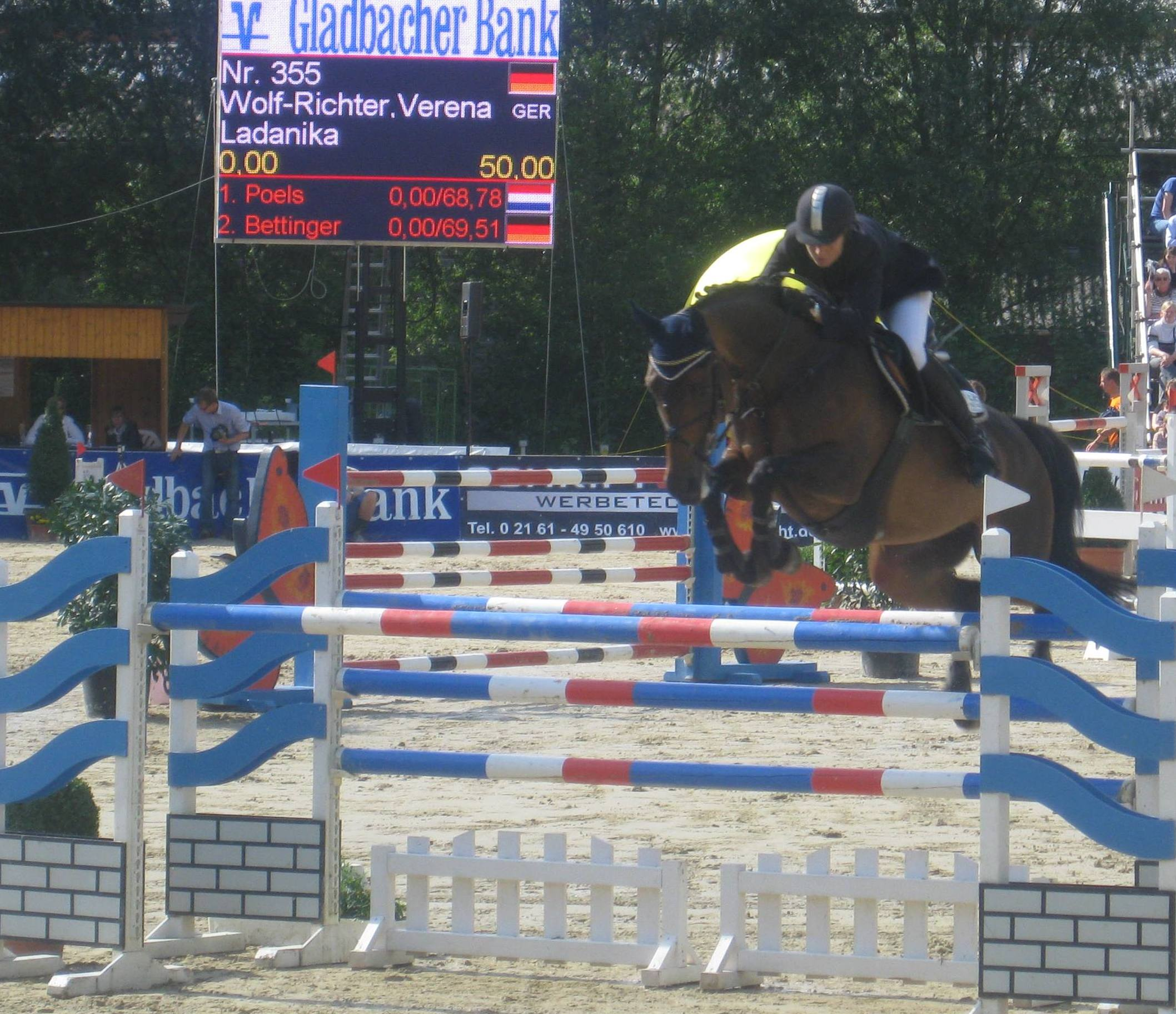
Verena Wolf-Richter beim Großen Preis der Gladbacher Bank beim Schlossparkturnier

Das Schlossparkturnier ist ein in Mönchengladbach-Wickrath stattfindendes Pferdesport-Turnier. Austragungsort ist das Reitstadion am Schloss Wickrath.

## Turniergeschichte
Das Turnier bestand bis 2010 aus den Disziplinen Springreiten und Dressurreiten. In der bis zu jenem Jahr bestehenden Form wurde es seit 2002 ausgetragen.
In der Dressur wurden bis zum Jahr 2010 jeweils Grand Prix, Grand Prix Kür sowie eine Qualifikationsprüfung des Nürnberger Burg-Pokal ausgerichtet. Beim Springen wurde als Höhepunkt der Große Preis von Mönchengladbach, eine Springprüfung der Klasse S***, ausgetragen. Zudem wurde im Rahmen des Schlossparkturniers alljährlich eine Qualifikation zum Bundeschampionat des Deutschen Springpferdes ausgetragen, welcher das Hauptspringen an jedem Veranstaltungssonntag ist.
Das Starterfeld oftmals hochrangig belegt. So trat regelmäßig Isabell Werth an, aber auch Nadine Capellmann sowie die seinerzeit von Klaus Balkenhol trainierte Dressurreiterequippe der Vereinigten Staaten mit Debby McDonald, Leslie Morse, Robert Dover und Guenter Seidel fanden sich auf den Startlisten. Bei den Springreitern traten u. a. Markus Merschformann, Johannes Ehning, Lutz Gripshöver, Rudolf Könemund und Thomas Schepers an.
In den Jahren 2011 und 2012 fiel das Turnier aufgrund von Sponsorenmangel aus. Im Jahr 2011 sollte des 25. Schlossparkturnier ausgerichtet werden. Im Jahr 2012 erfolgte die Absage erst kurz vor dem Turnier. In der Presse wurde der Geschäftsführer der Mönchengladbacher Marketinggesellschaft, die das Turnier vermarktete, zitiert: „Nach der Absage im vergangenen Jahr hatten wir uns richtig ins Zeug gelegt, und die Vorbereitungen auf das Jubiläumsturnier in diesem Jahr mit allen Kräften unterstützt. ... Ich muss leider annehmen, dass das beliebte Schlosspark-Turnier jetzt gestorben ist.“

## Wickrather Reitertage und Neubeginn des Schlossparkturniers
In den Jahren 2013 bis 2015 wurde vom Zucht-, Reit- und Fahrverein Wickrath, der das Schlossparkturnier ausrichtete, als Ersatz die Wickrather Reitertage jeweils im September ausgetragen. Hierbei handelte es sich um ein Turnier mit Springprüfungen bis hin zur Klasse S mit zwei Sternen. Am Pfingstwochenende 2016 wird nun wieder das Schlossparkturnier durchgeführt, das Programm wurde von den Wickrather Reitertage übernommen.

## Hauptprüfungen

### Grand Prix Kür
Die Dressurprüfung der Klasse S*** wurde unter Flutlicht ausgetragen.
Sieger (ab 2007):
- 2007:  Isabell Werth mit Apache OLD
- 2008:  Anna-Katharina Lüttgen mit Lamborghini
- 2009:  Anna-Katharina Lüttgen mit Zancor
- 2010:  Tim Keersmaekers mit Noerejev

### Großer Preis
Der Preis der Gladbacher Bank am letzten Turniertag stellt den Großen Preis des Schlossparkturniers dar. In den letzten Jahren bis zum Jahr 2010 war er als nationale Springprüfung mit Siegerrunde der Klasse S*** ausgeschrieben und mit 10.000 Euro dotiert. Das Prüfungsformat wurde beim Neubeginn im Jahr 2013 beibehalten, zunächst auf S*-Niveau und seit 2014 als Prüfung der Klasse S**.
Sieger (ab 2007):
| - 2007: Joost Martens mit Presley - 2008: Marc Bettinger mit A new Fidelity - 2009: Angelica Augustsson mit Aperol - 2010: Anna-Maria Benner mit Questella - 2013: Elisabeth Kruse mit Lando's Star |  |  | - 2014: Natalie Destree-Kradepohl mit Mas que Nada - 2015: Paul van Wylick mit Espatako's Electra R - 2016: Marc Boes mit Gucci van de Grenshoeve - 2017: Felix Schneider mit Charmeur |